# ماتيلدا ريبيرو
ماتيلدا ريبيرو (ولدت في 29 يوليو 1960) هي أخصائية اجتماعية وناشطة سياسية برازيلية. كانت كبير الوزراء سكرتارية السياسة في بروموساو دا إيغوالداد في حكومة لولا.
شاركت ريبيرو في الحركة السوداء المتشددة والحركة النسوية. تخرجت في الخدمة الاجتماعية من جامعة الجامعة البابوية الكاثوليكية في ساو باولو. ولدت في أسرة منخفضة الدخل، وهي تنتمي إلى حزب العمال. من 21 مارس 2003 حتى 6 فبراير 2008 شغلت منصب الأمانة الخاصة لسياسات تعزيز المساواة العرقية، والتي تتمتع بوضع وزاري. كانت في ماناوس في أبريل 2005 في مؤتمر الدولة الأول لتعزيز المساواة العرقية، والذي تميز باحتجاجات حركة ميستيثو ضد سياسة عدم الاعتراف بهوية كابوكلون. في فبراير 2008 استقالت من منصبها، وتعرضت لضغوط من وسائل الإعلام وهددت من قبل الحكومة بالفصل بسبب الإنفاق غير المنتظم.